# Alfred Henke
Pour les articles homonymes, voir Henke.
Alfred Henke, né le 1er mars 1868 à Altona et mort le 24 février 1946 à Wannefeld, est un homme politique allemand du Parti social-démocrate (SPD, USPD).

## Biographie

### Formation, métier et famille
Après avoir fini sa carrière scolaire dans l’école publique à Brême, Henke  apprend le métier de cigarier par son père. En 1887 il s’installe à Hambourg. De 1888 à 1891 il fait son service militaire dans le 6e régiment de grenadiers. Après le service militaire il retourne travailler dans son métier. Il intègre le syndicat des cigariers dont il devient délégué pour ses congrès. De 1900 à 1919 il est rédacteur à la Bremer Bürger-Zeitung (de) (« Journal des Bourgeois de Brême), de 1919 à 1922 il travaille pour la Bremer Arbeiter-Zeitung (« Journal des Travailleurs de Brême »).
Henke se marie deux fois, il a six enfants. La Alfred-Henke-Straße (rue Alfred Henke) à Brême porte son nom.

### Politique et syndicat
Au milieu des années 1890 Henke commence une carrière politique dans le SPD et son syndicat en tant qu'orateur et rapporteur. En autodidacte il s’approprie des connaissances sur le marxisme. Dans un premier temps il préside le parti dans l’arrondissement d'Altona. À partir de 1901 il travaille comme rédacteur politique à la Bremer Bürger-Zeitung, dont il est le rédacteur en chef jusqu’en 1916. Son journal est un moyen de combat pour l’aile gauche du SPD. Parmi les auteurs qui écrivent régulièrement des articles il y a Franz Mehring, Rosa Luxemburg, Karl Radek, Anton Pannekoek et Henriette Roland Holst. Henke participe à plusieurs congrès du SPD et à des congrès internationaux des socialistes.
Après la scission du SPD en 1917 Henke devient membre du USPD (« Parti social-démocrate indépendant d'Allemagne »), dont il est membre du Conseil jusqu’en 1922, il assiste à ses congrès et, après l’union du SPD et du USPD dans la même année, il réintègre le SPD.

### Député
De 1907 à 1922 il est député de la Bremische Bürgerschaft, le Parlement de la Ville de Brême.
De 1912 à 1918 il est en outre député de la circonscription de Brême dans le Reichstag, le Parlement de l’Empire allemand.
En 1919 et 1920 il est député du parti USPD (le parti indépendant social-démocrate de l’Allemagne) dans la Nationalversammlung (l’Assemblée Nationale).
De 1920 jusqu’en 1922 il est député pour le USPD dans le Reichstag, à partir de 1922 jusqu’en 1932 il est membre du Reichstag pour les circonscriptions 16 et 14 (Weser-Ems).

### Conceptions politiques
Au début de sa carrière politique, Henke se situe à la gauche du SPD. Au congrès du parti en 1913 à Jena il vote pour une résolution de Rosa Luxemburg, dans laquelle celle-ci revendique des grèves générales.

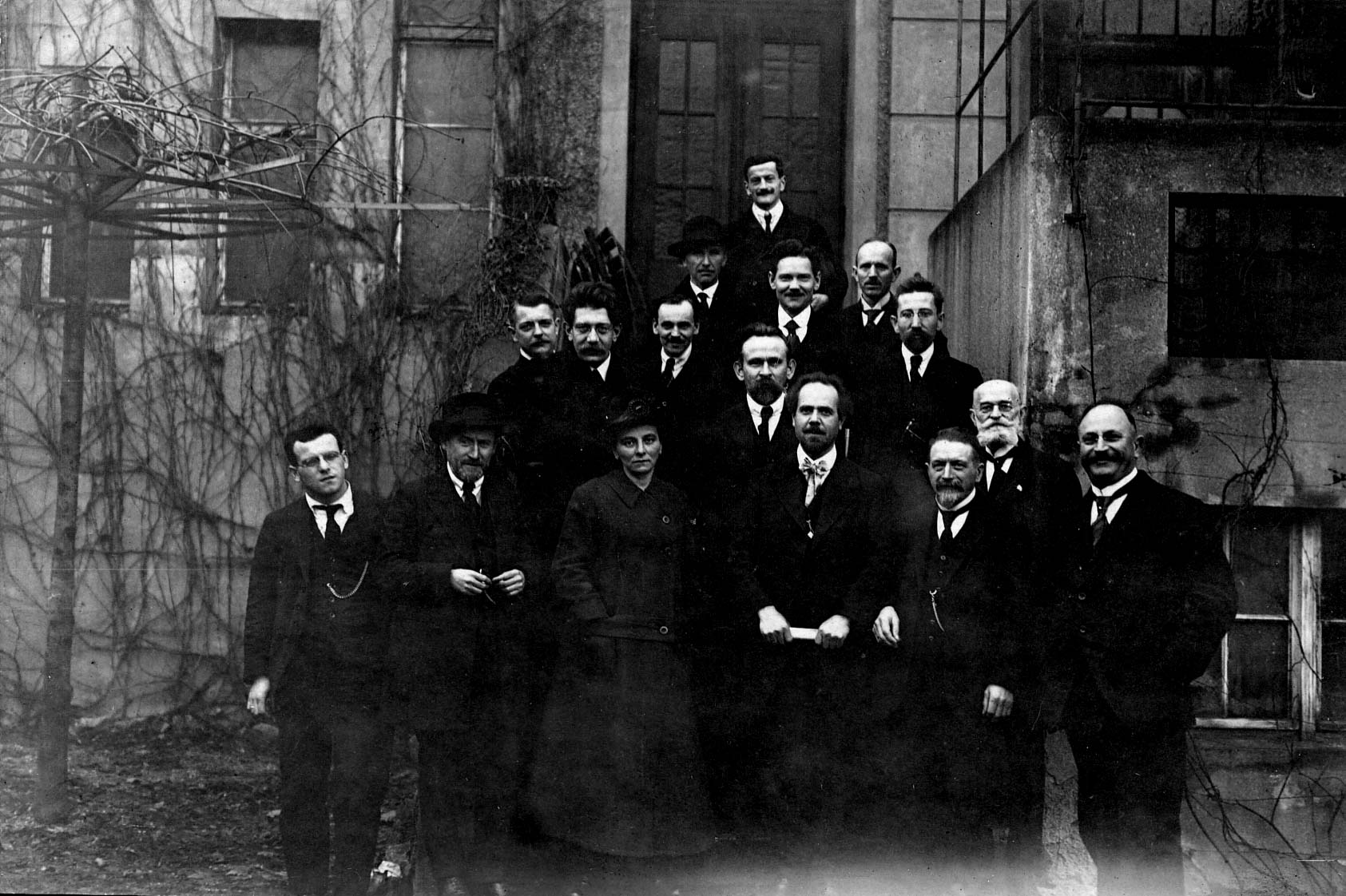
Photo de groupe de 1919 réunissant les dirigeants du USPD et d’autres membres éminents du Parti des Sociaux-démocrates Indépendants. Parmi eux il y a Arthur Crispien, Wilhelm Dittmann, Richard Lipinski, Wilhelm Bock, Curt Geyer, Fritz Zubeil, Hugo Haase, Fritz Kunert, Georg Ledebour, Arthur Stadthagen, Emanuel Wurm, Alfred Henke, au premier rang à droite.

Dès le début de la Première Guerre mondiale Henke et avec lui une minorité de députés s’est élevé contre les crédits de guerre. En 1916 il est exclu du groupe SPD du Reichstag avec tous ceux qui n’ont pas voté ces crédits. Il devient membre de la Arbeitsgemeinschaft (groupe de travail) des Sociaux-démocrates. La direction du SPD exclut du parti l’association social-démocrate de Brême et s’empare du journal Bremer Bürger-Zeitung en profitant de ses parts économiques dans la gestion des journaux du parti. Henke perd son poste de rédacteur en chef, mais il reste membre de la rédaction. En 1917 il fait partie du groupe fondateur du USPD ; jusqu’en 1920 il est membre du conseil du parti et participe en tant que délégué aux congrès du USPD en 1919 et 1920.
Pendant la révolution de novembre Henke est un des présidents du « Arbeiter- und Soldatenrat de Brême (soviet des députés ouvriers et des délégués des soldats). Le 14 novembre 1918 dans la Salle de l’Assemblée de la Bourse il proclame  pour Brême l’accession au pouvoir des „Arbeiter- und Soldatenräte“. À partir de février 1919 il est président du « Rat der Volksbeauftragten der  Bremer Räterepublik » (Conseil des députés populaires de la République soviétique de Brême). Après la proclamation de la République soviétique des troupes militaires du Reich sont dirigées sur Brême, Henke rejoint Berlin pour des pourparlers avec le gouvernement du Reich. La République soviétique de Brême est dissoute.
Henke ne retourne pas à Brême. Il est élu député à la Nationalversammlung de Weimar. Il s’oppose à l’union du USPD avec le KPD (le parti communiste). Le 10 juillet 1919 c’est Henke qui dans la Nationalversammlung soutient pour le USPD un projet de loi concernant l’instauration de tribunaux populaires. Il explique que seuls des juges élus par le peuple peuvent garantir l’abolition d’une justice de classe. Les autres groupes parlementaires votent contre ce projet de loi.
Après le meurtre de Hugo Haase, Henke devient avec Curt Geyer coprésident du groupe parlementaire du USPD.
De 1922 à 1933 Henke est conseiller municipal et maire suppléant de l’arrondissement Berlin-Reinickendorf. Après la « Machtergreifung » (prise du pouvoir) par les Nazis, Henke est démis de toutes ses fonctions publiques. Pendant les douze années sous le Nazisme, il vit à Berlin et à Wannefeld. Arguant avec des motifs purement politiques l’État nazi refuse de lui verser une pension.

## Lettres et manuscrits
La Friedrich-Ebert-Stiftung du SPD a reçu le legs politique de Alfred Henke. On y trouve des lettres entre autres de Karl Radek, Franz Mehring, Anton Pannekoek, Philipp Scheidemann, Karl Kautsky, Clara Zetkin, Rosa Luxemburg et Paul Frölich, mais aussi des manuscrits, des textes sur la scission du SPD pendant la Première Guerre Mondiale et sur la révolution à Brême dans les années 1918 et 1919.

## Distinction
La Alfred-Henke-Straße à Brême dans l’arrondissement Obervieland, quartier Kattenesch, porte son nom.